# James Bonn
James Bonn (también conocido como James West, Jim Fimiani, Jim West; 1 de octubre de 1959) es un actor pornográfico estadounidense, quién ha aparecido en aproximadamente unas 90 películas.

## Premios y nombramientos
- 1998 Premio XRCO ganador – Actor Mejor, Solo (Masseuse 3)[2]
- 1999 PremiO AVN – Actor Mejor, Película (Modelos)[cita requerida]
- 2000 Premio AVN – Actor Mejor, Película (Chloe)[cita requerida]
- 2000 Premio AVN – Mejor escena de Sexo en pareja, Película (En Busca del Leopardo de Nieve) con Asia Carrera[3]